# Коли хвилюється жовтіюча нива
«Коли хвилюється жовтіюча нива» (рос. «Когда волнуется желтеющая нива») — вірш Лермонтова, написаний в 1837 році під час перебування поета в одиночному ув'язненні. Вперше опубліковано в збірці «Вірші М. Лермонтова», що вийшов в Петербурзі в жовтні 1840 року.

## Критика
Вірш викликав чимало відгуків у середовищі критиків, літературознавців, публіцистів. Одним з перших на вихід у світ збірки «Вірші М. Лермонтова» відгукнувся історик і теоретик літератури Степан Шевирєв. У рецензії, опублікованій в 1840 році, Шевирєв зазначив, що 26-річний Лермонтов відноситься до числа «подають надії» поетів, проте в його ліриці простежується наслідування Пушкіну, Баратинському, Жуковському.
Письменник і видавець журналу «Маяк сучасної освіти і освіченості» Степан Бурачек, в цілому вельми строго оцінював творчість Лермонтова, писав, що певного «заохочення» заслуговують його «вірші з релігійними мотивами».